# Liste der 3DO-Spiele

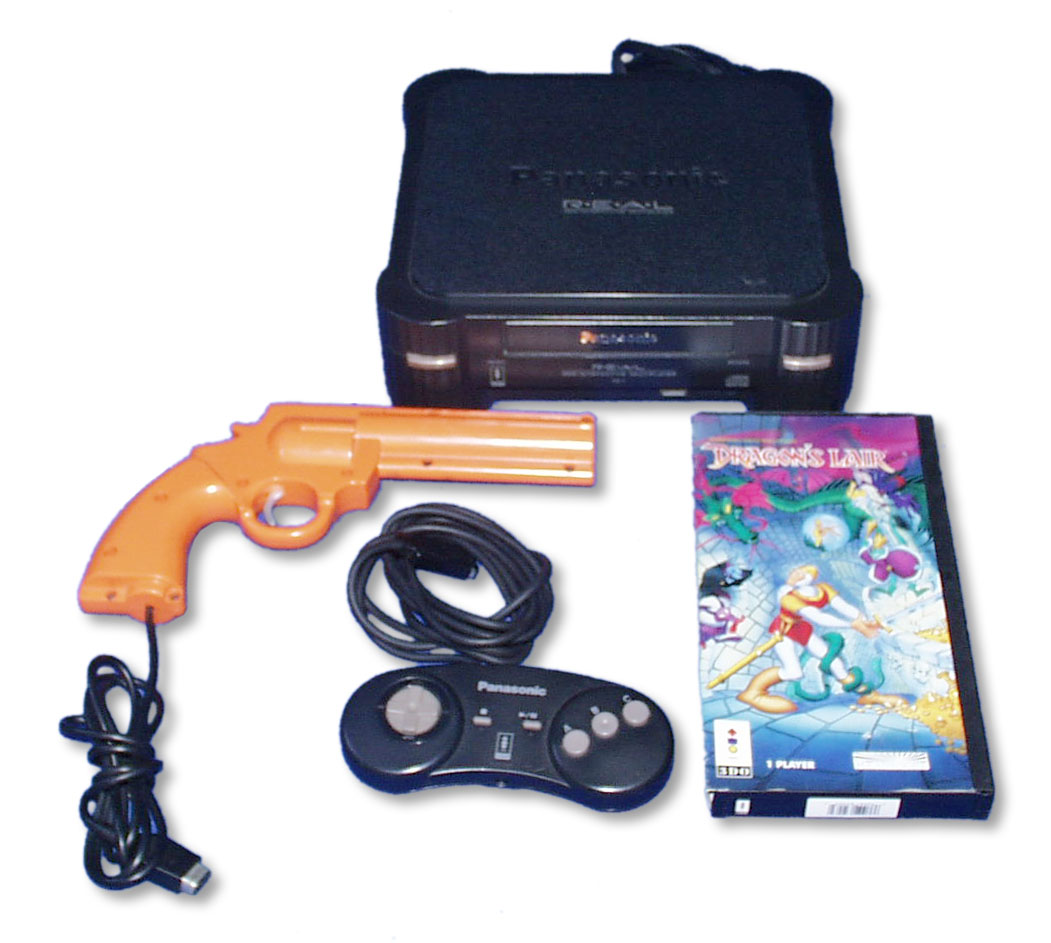
Der 3DO mit Zubehör

Diese Liste enthält Videospiele und Videofilme für das 3DO-Interactive-Multiplayer-System.

## 0–9

Offizielles Logo des 3DO

- 11th Hour[1]
- 20th Century Video Almanac[1][2]
- 3D Atlas[1][2]
- 3DO Buffet[1][2]
- 3DO Interactive Sampler CD 1[1]
- 3DO Interactive Sampler CD 2[1]

## A
- Advanced Dungeons & Dragons: Slayer[3]
- AI Shogi[2]
- Air Warrior[2][3]
- Akagi: Topaiten[2]
- Alone in the Dark[2][3]
- Alone in the Dark 2[2][3]
- The Animals[4] (The San Diego Zoo Presents... The Animals! A True Multimedia Experience[5])
- Another World (Out of this World[6][7])
- Aqua World: Umibi Monogatari[2]
- Autobahn Tokio[2]

## B
- Bakushou All Yoshimoto Quiz-Ou Ketteisen[2][8]
- Ballz: The Directors Cut[2][8]
- Battery Navi[2]
- Battle Chess[2][8]
- Battle Pinball[2]
- BattleSport[2][8]
- BC Racers[2][8]
- Belzerion[2][8]
- Beverly Hills Models[8]
- Bishoujo Senshi Sailor Moon S[2] (Sailor Moon S[5])
- Blade Force[2][8]
- Blonde Justice[2][8]
- Blue Chicago Blues (J.B. Harold: Blue Chicago Blues[9])
- Blue Forest Story[2]
- Bodycon Digital Rave Part 1[2]
- Bonogurashi[2]
- Brain Dead 13[10][8]
- Burning Soldier[10][8]
- Bust-A-Move[10][8]

## C
- C.P.U. Bach (Sid Meier's C.P.U. Bach[11][5])
- Cannon Fodder[10][12]
- Captain Quazar[10][12]
- Carrier: Fortress at Sea[10][12]
- Casper: The Movie [10][12]
- Chizu Monogatari: Sono 1[10]
- Club 3DO: Station Invasion[12]
- Corpse Killer[10][12]
- The Coven[4][12]
- Cowboy Casino[10][12]
- Crash ’n Burn[10][12]
- Crayon Shin-Chan: Puzzle Daimaou no Nazo[10]
- Creature Shock[10][12]
- Crime Patrol[10][12]
- Cyberdillo[10][12]
- Cyberia[10][12]
- Cybermage[12]
- Cyril Cyberpunk[12]

## D
- D[10][13]
- The Daedalus Encounter[4][13]
- Deathkeep[10][13]
- The Deep Blue Fleet[13]
- Defcon 5[10][13]
- Demolition Man[10][13]
- Dennis Miller: It’s Geek to Me[13]
- Dennis Miller: That’s News to Me[10][13]
- Dennou Hyouryuu: Multimedia Cruising[10]
- Digital Dreamware[10][13]
- Dinopark Tycoon[10][13]
- Doctor Hauzer[14][13]
- Doom[14][13]
- Doraemon Yuujou Densetsu[14]
- Dragon Knight III[13]
- Dragon Lore[14][13]
- Dragon Tycoon Edge[14][13]
- Dragon’s Lair[14][13]
- Driving School[14]
- Drug Wars[14][13]

## E
- Eigo de Go[14]
- EMIT Vol. 1: Toki no Maigo[14]
- EMIT Vol. 2: Meigake no Tabi[14]
- EMIT Vol. 3: Watashi ni Sayonara o[14]
- Endlessly[14][15]
- Escape from Monster Manor[14][15]
- ESPN Baseball: Interactive Hitting[14]
- ESPN Let's Go Skiing[14]
- ESPN Let's Play Beach Volleyball[14]
- ESPN Let's Play Soccer[14]
- ESPN Let's Play Tennis[14]
- ESPN Step Aerobics[15][14]
- The Eye of Typhoon[4]

## F
- F-1 GP[14]
- Family Feud[16][14]
- Fatty Bear’s Birthday Surprise[16][14]
- Fatty Bear’s Fun Pack[16][14]
- FIFA International Soccer[16][17]
- Fire Ball[16]
- Flashback: The Quest for Identity[16][17]
- Flying Nightmares[16][17]
- The Foes of Ali[16][17]
- Football: Defensive Backfield[16][17]
- Football: Linemen[16]
- Football: Quarterback[16][17]
- Football: Receiver[16][17]
- Fun ’N Games[16][17]
- Furopon World[17]

## G
- Gakkou no Kowai Usawa: Hanako-san ga Kite[18][17]
- Game Guru[18][17]
- Game no Tatsujin[17]
- Gex[18][17]
- Ghost Hunter Series: The Mask of Death[18]
- Goal FH (Field Hunter)[17]
- Golf Ba Multimedia Shinchaku[17]
- Gridders[18][17]
- Grimm Meisaku Gekijou: Akazukin [17]
- Grimm Meisaku Gekijou: Bremen no Ongakutai [17]
- Grimm Meisaku Gekijou: Hansel to Gretel [17]
- Guardian War[18][17]
- Gunslinger Collection[18][17]

## H
- Hell: A Cyberpunk Thriller[19][17]
- Hello Kitty Asobi no Mochabako[17]
- Hirata Shogo Interactive Ehon: Aesop Monogatari[9]
- Hirata Shogo Interactive Ehon: Cinderella[9]
- Hirata Shogo Interactive Ehon: Ningyo Hime[9]
- Hirata Shogo Interactive Ehon: Ookami to Shichi Hiki no Koyagi[9]
- Hirata Shogo Interactive Ehon: Sanhiki no Kobuta[9]
- Hirata Shogo Interactive Ehon: Shirayuki Hime[9]
- The Horde[19][4]
- The Humans[19]
- Hunter Hunted[19]

## I
- Icebreaker[20][9]
- Ide Yosuke Meijin no Shinmi Sen Mahjong[9]
- Idol Janshi Suchie-Pai Special[9]
- Idol Mahjong Final Romance 2[20][9]
- Igo Time Trial: Shikatsu Daihyakka[9]
- Igo Time Trial: Thumego 1[9]
- Iida Joji Nightmare Interactive: Moon Cradle-Igyou no Hanayome[9]
- Immercenary[20][9]
- Immortal Desire[20][9]
- The Incredible Machine[20][4]
- Insect War[9]
- Inspector Danger's Crime Quiz[20]
- InteractV Aerobics[20]
- Iron Angel of the Apocalypse[20][9]
- Iron Angel of the Apocalypse: The Return[20][9]
- Ishida Masao Ku-Dan no Igo Seiha[9]
- It's a Bird's Life[20]

## J
- J.B. Harold: Blue Chicago Blues[9]
- J-League Virtual Stadium[21][9]
- J-League Virtual Stadium ’95[9]
- Jammit[21][22]
- Jelly Belly[21]
- Jikki Pachi-Slot Simulator Vol. 1[22]
- John Madden Football[21][22]
- Johnny Bazookatone[21][22]
- Jurassic Park Interactive[21][22]

## K
- Kakinoki Shogi[23][22]
- Kamachi’s Museum (Yamada Kamachi Bijutsukan: Kamachi's Museum[24])
- Keiba Saisyo no Housoku[22]
- Kero Kero Keroppi to Origami no Tabibito[22]
- Killing Time[23][22]
- Kingdom: The Far Reaches[23][22]
- Konpeki no Kantai[22]
- Kurokishi no Kamen[22]
- Kyuusei Senjutsu Niyoru Heisei Kaiun Koyomi[22]

## L
- The Last Bounty Hunter[4][25]
- Lawnmower Man[25]
- Lemmings[25][22]
- The Life Stage: Virtual House[25][4]
- Lost Eden[25][22]
- The Lost Files of Sherlock Holmes[25][4]
- Love Bites[25][22]
- Lower Your Score with Tom Kite - Mental Messages[22]
- Lower Your Score with Tom Kite - Shot Making[22]
- Lucienne’s Quest[25][22]

## M
- Macaroni Hourensou Shou Interactive[22]
- Mad Dog McCree[26][22]
- Mad Dog II: The Lost Gold[26][22]
- Mahjong Goku Tenjiku[22] (Professional Mah-Jong Goku[27])
- Mahjong Kuru Jidai: AV Gal Seifukuhen[22]
- Mahjong Kuru Jidai: Ko Gal Hokagohen[28]
- Marine Tour[28]
- Masters Harukanaru Augusta 3[28]
- Mathemagics[26][28]
- Mazer[26][28]
- Mega Race[26][28]
- Microcosm[26][28]
- Mieko[26][28]
- Mind Teazzer[26][28]
- Mirai Shounen Conan Digital Library[28]
- Monoshiri Koro Yuugaku:[28]
- Montana Jones[28]
- Murphy da yo Zenin Shuugou[28]
- Myst[26][28]

## N
- The Need for Speed[4] (Road & Track Presents: The Need for Speed[29])
- Neo Organic Bioform[28]
- Naoko to Hide Bou: Kanji no Tensai 1[28]
- Naoko to Hide Bou: Sansuu no Tensai 1[28]
- Naoko to Hide Bou: Sansuu no Tensai 2[28]
- Nemurenu Yoru no Chiisana Ohanashi[28]
- Neurodancer: Journey Into The Neuronet [30][28]
- Nice Body All-Star Suiei Taikai[30][28]
- Night Trap[30][28]
- Nishimura Kyotarou Travel Mystery: Akugyaku no Kisetsu[28]
- Nobunaga’s Ambition: Haouden[30][6]
- Nontan no Issho[6]
- Nontan no Issho: Hoshino Okurimono[6]
- Novastorm[30][6]

## O
- Oceans Below[7][6]
- Off-World Interceptor[7][6]
- Ogura Hyakunin Isshu[6]
- Olympic Soccer: Atlanta 1996[6][7]
- Olympic Summer Games: Atlanta 1996[6][7]
- Onee-san to Issho Janken Paradise[6]
- Onee-san to Issho Kisekae Paradise[6]
- OnSide Soccer[6]
- Oukoku no Grand Chef[6]
- Oyaji Hunter Mahjong[6]

## P
- Paddock Note ’95[6]
- Panasonic Sampler CD[27]
- Panzer General[6][27]
- Pataank[6][27]
- Pebble Beach Golf[6][27]
- Penthouse Interactive: Virtual Photo Shoot Vol. 1[6]
- Peperon Mura no Shiki[6]
- The Perfect General[4][27]
- Perfect World[6]
- Peter Frankel: Puzzle no Tou[6]
- PGA Tour 96[6][27]
- Pharaoh's Tomb[27]
- Phoenix 3[27][31]
- Plumbers Don’t Wear Ties[31][27]
- PO'ed[31][27]
- Policenauts[31][27]
- Policenauts Pilot Disc[31][27]
- Postal[27]
- Powerslide[31]
- Primal Rage[31][27]
- Princess Maker 2[31][27]
- Professional Mah-Jong Goku[27] (Mahjong Goku Tenjiku[22])
- Pro Stadium[31]
- Pro Yakyuu Virtual Stadium[31]
- Psychic Detective[31][27]
- Puppet Tale[31]
- Putt-Putt and Fatty Bear's Activity Pack[31]
- Putt-Putt Goes to the Moon[31][27]
- Putt-Putt Joins the Parade[31][27]
- Putt-Putt's Fun Pack[27]
- Puzzle Bobble (Bust-A-Move[10][8])
- Pyramid Intruder[31]

## Q
- Quarantine[31][32]
- Quarterback Attack with Mike Ditka[31][32]
- Quest for V[32]

## R
- Real Pinball[31][29]
- Return Fire[31][29]
  - Return Fire: Maps of Death[31][29]
- Return to Zork[29]
- Rise of the Robots[31][29]
- Road & Track Presents: The Need for Speed[29] (The Need for Speed[4])
- Road Rash[31][29]
- Robinson’s Requiem[31][29]
- Royal Pro Wrestling[29][11]

## S
- Sailor Moon S[5] (Bishoujo Senshi Sailor Moon S[2])
- Samurai Shodown[11][5]
- The San Diego Zoo Presents... The Animals! A True Multimedia Experience[5] (The Animals[4])
- San Goku Shi IV[11]
- Santa Fe Trail[5][11]
- Scavenger 4[5][11]
- Scorched Earth[5][11]
- Scramble Cobra[11][5]
- Seal of the Pharaoh[11][5]
- Seawolf SSN-21[5][11]
- Seimei Handan[11]
- Sekura/Fuumin no Mocha Hako[11]
- Sesame Street: Numbers[11][5]
- Sewer Shark[11][5]
- Sex[11][5]
- Shadow: War of Succession[11][5]
- Shanghai: Triple Threat[11][5]
- Sherlock Holmes: Consulting Detective[5]
- Shockwave[11][5]
- Shockwave: Operation Jumpgate[11][5]
- Shockwave 2: Beyond the Gate[11][5]
- Short Warp[11]
- Sid Meier's C.P.U. Bach[11][5]
- Slam ’N Jam ’95[11][5]
- Slayer[11]
- Slopestyle[5][33]
- Snow Job[33][5]
- Soccer Kid[33][5]
- Sotsugyou Final[33]
- Sotsugyou II: Neo Generation Special[33]
- Space Ace[33][5]
- Space Hulk: Vengeance of the Blood Angels[33][5]
- Space Pirates[33][5]
- Space Shuttle[33][5]
- Star Control II[33][5]
- Star Fighter[33][5]
- Star Wars Chess[5]
- Star Wars: Rebel Assault[33][5]
- Starblade[33][5]
- Station Invasion[33]
- Stellar 7: Draxon’s Revenge[33][5]
- Strahl[33][5]
- Striker 3DO[5]
- Striker: World Cup Special[33]
- Super Real Mahjong P IV[33][5]
- Super Real Mahjong P V[33][5]
- Super Street Fighter II Turbo[33][5]
- Super Wing Commander[33][5]
- Supermodel Gail McKenna[33]
- Supermodels Go Wild[5][33]
- Supreme Warrior[5][33]
- Sword & Sorcery (Lucienne’s Quest[25][22])[34]
- Syndicate[5][4]

## T
- Taiketsu Rooms[4]
- Takeru[35]
- Tanjou: Debut Pure[4]
- Tarot Uranai[4]
- Terasawa Takeichi no Takeru[4]
- Theatre Wars: Goraku no Dendou[4]
- Theme Park[35][4]
- Theo The Dinosaur[35]
- Tigernaut: Beyond the Stars[35]
- Tom Kite: Consistent Golf [35]
- Toki o Koeta Tegami[4]
- Tokimeki Mahjong Paradise Special[4]
- Toontime in the Classroom[35][4]
- Total Eclipse[35][36]
- Totsugeki Kikan (Karakuri) Megadasu[36]
- The Tower[4]
- Tozasarata Tachi[36]
- Trip’d[35][36]
- True Golf Classics: Waialae Country Club[35] (Waialae Country Club[36])
- Twinkle Knights[36]
- Twisted: The Game Show[35][36]

## U
- Uchuu Seibutsu Furopon-Kun[36]
- Ultraman Powered[36][37]

## V
- V-Goal Soccer ’96[36][38]
- Varunas Forces[38]
- Virtual Cameraman Part 1: Sawada Naomi and Juri Anna[36]
- Virtual Cameraman Part 2: Kawai Natsumi and Tachihara Kimi[36]
- Virtual Cameraman Part 3: Sugimoto Yumika[36]
- Virtual Cameraman Part 4: Toya Shiori[36]
- Virtual Cameraman Part 5: Anzo Ari[36]
- Virtual Puppet Reika[36]
- Virtual Vivid Sampler[38][36]
- Virtuoso[38][36]
- VR Stalker[38][36]

## W
- Wacky Races[36][39]
- Wacky Races 2: In Space[36]
- Waialae Country Club[36] (True Golf Classics: Waialae Country Club[35])
- Way of the Warrior[39][36]
- Wheel of Fortune[39]
- Who Shot Johnny Rock?[39][36]
- Wicked 18[39][36]
- Wing Commander III: Heart of the Tiger[39][24]
- Winning Post[24][39]
- Wolfenstein 3D[24][39]
- Woody Woodpecker and Friends Vol. 1[24]
- Woody Woodpecker and Friends Vol. 2[24]
- Woody Woodpecker and Friends Vol. 3[24]
- World Cup Golf: Hyatt Dorado Beach[24][39]
- World Cup Special[24][39]
- World Cup Super Stadium[24][39]

## X
- X-COM: Terror From the Deep[40]

## Y
- The Yakyuuken Special[4][41]
- Yamada Kamachi Bijutsukan: Kamachi's Museum[24]
- Yamamura Misa Suspense: Kyoto Kurama Sansou Satsujin Jiken[24]
- Yu Yu Hakusho[24][41]

## Z
- Zhadnost: The People’s Party[24][42]